# Anergui
Anergui  (in arabo انركي‎?) è un centro abitato e comune rurale del Marocco situato nella provincia di Azilal, regione di Béni Mellal-Khénifra. Conta una popolazione di 3 570 abitanti (censimento 2014).